# Camaná (provincie)
| Camaná                                                   | Camaná       |
| -------------------------------------------------------- | ------------ |
| Malul Oceanului Pacific văzut din provincia Camaná       |              |
| Harta localizării provinciei în cadrul regiunii Arequipa |              |
| Informații generale                                      |              |
| Țară                                                     | Peru         |
| Regiune                                                  | Arequipa     |
| - Capitală                                               | Camaná       |
| - Suprafață totală                                       | 3 998,28 km2 |
| - Districte                                              | 8            |
| Populație                                                |              |
| An recensământ                                           | 2002         |
| - Totală                                                 | 51 000       |
| - Densitate                                              | 13/km2       |
| Fus orar                                                 | UTC-5        |
| UBIGEO                                                   | 0402         |
| Modifică text                                            |              |

Camaná este o provincie în regiunea Arequipa din Peru. Se învecinează cu provinciile Caravelí, Condesuyos, Castilla, Caylloma, Arequipa și Islay. Capitala este orașul Camaná.
Provincia a fost lovită în anul 2001 de către cutremurul peruan, care a avut loc mai exact pe 23 iunie 2001.

## Diviziune politică teritorială
Provincia este divizată în opt districte (spaniolă: distritos, singular: distrito):
- Camaná (Camaná)
- José María Quimper (El Cardo)
- Mariano Nicolás Valcárcel (Urasqui)
- Mariscal Cáceres (San José)
- Nicolás de Piérola (district) (San Gregorio)
- Ocoña (Ocoña)
- Quilca (Quilca)
- Samuel Pastor (La Pampa)

## Grupuri etnice
Provincia este locuită de către urmași ai populației quechua. Limba spaniolă este limba care a fost învățată de către majoritatea populației (procent de 84,02%) în copilărie, 13,30 % dintre locuitori au vorbit pentru prima dată quechua, iar 2,57% au folosit limba aymara (Recensământul peruan din 2007) 